# Jasper Vergoote
Jasper Vergoote (Varsenare, 14 januari 1992) is een Belgisch voetbalscheidsrechter. Hij is in dienst van FIFA en UEFA sinds 2022. Ook leidt hij sinds 2019 wedstrijden in de Eerste klasse A.
Op 10 augustus 2019 leidde Vergoote zijn eerste wedstrijd in de Belgische nationale competitie. Tijdens het duel tussen KAS Eupen en Waasland-Beveren (1–1) trok de leidsman driemaal de gele kaart. In Europees verband debuteerde hij op 25 juli 2023 tijdens een wedstrijd tussen The New Saints en Swift Hesperange in de eerste voorronde van de UEFA Europa Conference League; het eindigde in 1–1 en Vergoote trok vijfmaal een gele kaart. Zijn eerste interland floot hij op 8 juni 2024, toen Zweden met 0–3 verloor van Servië door doelpunten van Sergej Milinković-Savić, Aleksandar Mitrović en Dušan Tadić. Tijdens deze wedstrijd toonde Vergoote aan de Zweden Isak Hien en Niclas Eliasson en de Serviërs Nikola Milenković, Strahinja Pavlović en Saša Lukić een gele kaart.

## Interlands
| Datum            | Plaats           | Wedstrijd              | Uitslag | Competitie             | Kreeg geel | Kreeg voor de tweede keer geel en dus rood | Weggestuurd |
| ---------------- | ---------------- | ---------------------- | ------- | ---------------------- | ---------- | ------------------------------------------ | ----------- |
| 7 juni 2024      | Solna, Zweden    | Zweden – Servië        | 0 – 3   | Vriendschappelijk      | 5          | 0                                          | 0           |
| 17 november 2024 | Oslo, Noorwegen  | Noorwegen – Kazachstan | 5 – 0   | Nations League 2024/25 | 2          | 0                                          | 0           |
| 5 juni 2025      | Tbilisi, Georgië | Georgië – Faeröer      | 1 – 0   | Vriendschappelijk      | 1          | 0                                          | 0           |

Laatste aanpassing op 6 juni 2025.